# Мичитаро Комацубара
Мичитаро Комацубара е генерал от Японската императорска армия.

## Биография
Мичитаро Комацубара е роден на 20 юли 1885 г. в Йокохама, префектура Канагава, където баща му е бил военноморски инженер. Комацубара завършва 18-и клас на Императорската академия на японската армия през 1905 г. Той служи като военен аташе в Русия от 1909 до 1910 г. и владее руски език. След завръщането си в Япония той е назначен на редица щабни позиции в Генералния щаб на японската имперска армия и Върховния военен съвет (Япония). През 1914 г. е част от японските експедиционни сили от Първата световна война в битката при Циндао. При завръщането на Комацубара в Япония през 1915 г. той завършва 27-и клас на армейския щабен колеж и е назначен за командир на 34-ти пехотен полк на IJA. От 1919 г. Комацубара е назначен в съветския клон на 4-та секция (Европейско и американско военно разузнаване), 2-ро бюро, на Генералния щаб на армията. След като прекарва 1926 и 1927 г. като инструктор във Военния колеж, той се завръща отново в Москва като военен аташе от 1927 до 1929 г.
След завръщането си в Япония той става командир на 57-и пехотен полк на IJA от 1930 до 1932 г. Две години по-късно става началник на специалната агенция Харбин в Манджуго. Повишен е в генерал-майор през 1934 г. и се завръща в Япония, за да поеме командването на 8-а пехотна бригада на IJA. Впоследствие от 1936 до 1937 г. е командир на 1-ва императорска гвардейска бригада.
Повишен в генерал-лейтенант през 1936 г., той е преназначен в Манджукуо като командир на 23-та дивизия на IJA и служи в щаба на армията Квантонг. Пенсионира се от армията на 31 януари 1940 г. след повече от 35 години военна служба. Докато е в пенсия, се присъединява към Асоциацията за изследване на националната политика, посещавайки срещи и споделяйки знанията и опита си както за руснаците, така и за битката при Халхин Гол (Номонхан). Приет е в университетската болница в Токио, където му е поставена диагноза рак на стомаха. Преместен във военното медицинско училище, генералът умира на 6 октомври 1940 г. на 55 години, по-малко от осем месеца след пенсионирането си от армията.
|  | Тази страница частично или изцяло представлява превод на страницата Michitarō Komatsubara в Уикипедия на английски. Оригиналният текст, както и този превод, са защитени от Лиценза „Криейтив Комънс – Признание – Споделяне на споделеното“, а за съдържание, създадено преди юни 2009 година – от Лиценза за свободна документация на ГНУ. Прегледайте историята на редакциите на оригиналната страница, както и на преводната страница, за да видите списъка на съавторите. ВАЖНО: Този шаблон се отнася единствено до авторските права върху съдържанието на статията. Добавянето му не отменя изискването да се посочват конкретни източници на твърденията, които да бъдат благонадеждни. |